# ناهوم اشتلماخ
ناهوم اشتلماخ (به انگلیسی: Nahum Stelmach) مهاجم اهل اسرائیل است که از سال ۱۹۵۶ تا ۱۹۶۸ میلادی عضو تیم ملی فوتبال اسرائیل بوده و در ۶۱ بازی ملی حضور داشته است. ناهوم اشتلماخ توانسته در بازی‌های ملی، ۲۲ گل به ثمر برساند.